# Petőfibánya
Petőfibánya is een plaats (község) en gemeente in het Hongaarse comitaat Heves. Petőfibánya telt 3118 inwoners (2002).